# قانون مدنی (نظام قانونی)

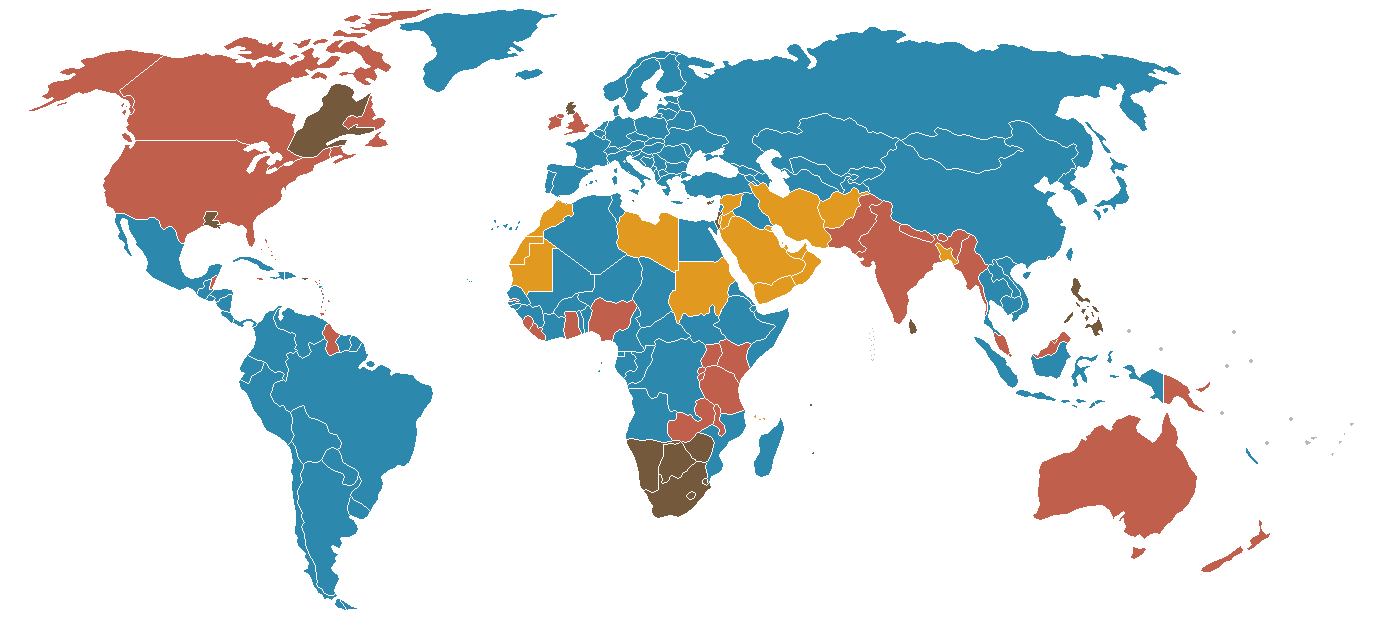
نقشهٔ نظام‌های حقوقی مختلف. آبی: قانون مدنی، قرمز: کامن لو، قهوه‌ای: ترکیب کامن‌لو و قانون مدنی، نارنجی: قانون دینی

قانون مدنی (به انگلیسی: Civil law) نظام قانونی است که از ایتالیا و فرانسه سرچشمه گرفته و در بسیاری از نقاط جهان پذیرفته شده است.  نظام قانون مدنی در چارچوب قانون رومی و قانون مدنی فرانسه، و با اصول اصلی تدوین شده در سیستم قابل ارجاع است، که به عنوان منبع اولیه قانون عمل می‌کند. نظام قانون مدنی اغلب با قانون عمومی که در انگلستان قرون وسطی سرچشمه می گیرد، در تضاد است.  در حالی که قانون مدنی شکل کدهای حقوقی را به خود می گیرد، قانون در سیستم های قانونی کامن لو از نظر تاریخی از رویه قضایی غیر مدون ناشی می شود که در نتیجه تصمیمات قضایی به وجود آمده است و تصمیمات دادگاه های قبلی را به عنوان سابقه قانونی الزام آور می‌شناسد.[2]
قواعد حقوقی در این نظام به عنوان قواعد کلی رفتارهای اجتماعی و انسانی تلقی شده و در ارتباط نزدیک با عدالت و اخلاق است. این حقوق به‌طور تاریخی برای تنظیم روابط خصوصی بین افراد ایجاد شده و قانون مدنی در آن پیش از همه پدید آمده و بیش از بخش‌های دیگر گسترش داشته از همین رو در زبان فرانسه آن را «حقوق سنتی مدنی» (droit de tradition civiliste) نیز می‌نامند. از آن‌جا که شکل‌گیری قواعد این نظام حقوقی بیشتر در دانشگاه‌های کشورهای لاتینی و ژرمنی اروپا صورت گرفته آن را «رومی-ژرمنی» و با توجه به نقش اساسی حقوق روم در آن حقوق رومانیستی هم می‌نامند، هرچند باید توجه داشت نظام‌های حقوقی امروزین پیرو این خانواده تفاوت‌های فاحش با حقوق روم دارند.
حقوق رومی-ژرمنی در بسیاری از موارد بر اثر استعمار به بسیاری از کشورهای جهان وارد شده و علاوه بر آن بسیاری از کشورهای دیگر هم به پذیرش ارادی آن اقدام کرده‌اند. در نتیجه سرزمین‌های بسیار گسترده‌ای امروزه بر پایه این نظام حقوقی اداره می‌شوند.